# Baijanathpur
Baijanathpur – gaun wikas samiti we wschodniej części Nepalu w strefie Kośi w dystrykcie Morang. Według nepalskiego spisu powszechnego z 2001 roku liczył on 946 gospodarstw domowych i 4498 mieszkańców (2242 kobiet i 2256 mężczyzn).